# Watsonarctia karduchena
Watsonarctia karduchena là một loài bướm đêm thuộc phân họ Arctiinae, họ Erebidae.